# 山手線ゲーム
山手線ゲーム（やまのてせんゲーム）あるいは古今東西ゲーム（ここんとうざいゲーム）とは、宴会やコンパ、キャンプファイヤーの席で多人数で行うゲームの1つ。主に場の雰囲気を盛り上げるために行われる。
「山手線ゲーム」という名前は、お題として「山手線の駅名」がよく使われたことに由来する。一方「古今東西」の名前は、「世の中のこと全て」を意味する四字熟語である。
ルールが容易であることから、テレビ（主にバラエティ番組）やラジオ番組のコーナーとしてしばしば取り入れられている。

## ルール
「お題」として1つのテーマを定め、そのお題に該当する答えを参加者が一つずつ順番に言う。「お題」は誰にもいくつか答えが思いつくもので、正誤の判定が容易に可能なもの（「日本の都道府県の名前など）で、一度言った答えは再び答えとして言うことは出来ない。答えが全て出尽くすと終了となるが、通常は同じ答えを2回言った者、途中で答えを言えなくなった者、お題に含まれない答えを言った者が敗者となる。敗者に対しては罰ゲームが行われることがある。

### よく使われる「お題」
- 世界の国。
- 鳥の名前。
- 果物の名前。
- 野菜の名前。
- 楽器の名前。
- 職業の名前。
- 料理の名前。
- 鉄道路線の名前。
- 食べ物の名前。

など